# ドラーヴィダ進歩党
ドラーヴィダ進歩党（திராவிட முன்னேற்ற கழகம் : Dravida Munnetra Kazhagam ; DMK）は、インドの地域政党のひとつで、タミル・ナードゥ州を本拠として、パーンディッチェーリ連合区やケーララ州などの隣接する州でも活動している政党である。現在、タミル・ナードゥ州議会の与党。結党以来、同州首相を非連続ながら合計で5期務めたM・カルナーニディが党首を担ってきた。2018年8月7日に死去してからは息子のM・K・スターリンが党首を務め、2021年5月7日からは州首相も務めている。日本ではドラヴィダ進歩同盟と表記する場合も多い。

## 党史

### 結党
DMKは、C・N・アンナードゥライが、所属するドラヴィダ人協会内のE・V・ラーマサーミとの対立により独立して、1956年に旗挙げした政党である。
結党当初は、社会の貧困層に対する社会的・経済的改善を唱えて活動した。合理性の擁護、尊厳の保持、カースト根絶、迷信廃絶が基本方針とされた。

### AIADMKの分離
アンナードゥライが1969年に死去すると、カルナーニディが党首に就任するが、党内では映画俳優から政界入りしたM・G・ラーマチャンディランが強力な指導力を発揮していた。しかし党内の対立から、ラーマチャンディランは全インド・アンナー・ドラーヴィダ進歩党（AIADMK）を旗挙げして、1972年にDMKを去った。
DMKとAIADMKは、その後現在に至るまで熾烈な競争を繰り広げ続けている。

### MDMKの分離
1996年には、V・ゴーパーラスヴァーミを中心とした派が、ドラーヴィダ復興進歩党（MDMK）を結党し、DMKから離党した。2006年の州議会選挙では、MDMKはAIADMKと選挙協力を行い、DMKとの対決姿勢を鮮明にしている。

### 2004年連邦下院選挙
2004年の連邦下院選挙においてはインド国民会議、インド共産党、インド共産党マルクス主義派などと選挙協力を行い、州内の39小選挙区全てを獲得する大勝利をおさめた（うちDMKは16議席）。

### 2006年州議会選挙
2006年5月に行われた州議会選挙では、DMKはインド国民会議および労働者党と選挙協力を行い、DMKの96議席を含めて全234議席中163議席を獲得し、州政府与党となった。これに伴い、DMK党首のカルナーニディが第25代のタミル・ナードゥ州首相に就任した。

### 2009年連邦下院選挙
2009年の連邦下院選挙においては、共産系諸党が離れたものの引き続きインド国民会議との選挙協力を維持し、18議席を獲得した。

### 2011年州議会選挙
州与党たるDMKは引き続きINCと連合を結成し、反撃を目論むAIADMKはDMKから離れた左翼戦線と同盟した。両連合の一騎討ちとなったが、DMK連合は現有157議席から126議席減の31議席、DMK単独でも77議席減の23議席に留まる惨敗、下野となった。これに対してAIADMK連合は合計203議席、AIDMK単独でも150議席を獲得する大勝を収め、第3次ジャヤラリター政権が成立した。

### 2014年連邦下院選挙
2014年の連邦下院選挙でも、DMKは更なる苦境に追い込まれた。連邦中央で同盟相手たるINCが、インド人民党（BJP）に圧倒されていたためである。結局、DMKは現有18議席全てを失う惨敗に終わった。一方のAIADMKは、タミル・ナードゥ州割当39議席の内37議席を獲得する圧勝となり、連邦中央でも第3党に躍進している。

### 2019年連邦下院選挙
2019年の連邦下院選挙においては、インド国民会議との選挙協力を維持し、23議席を獲得し、第3党となった。 

### 2021年州議会選挙
2021年5月に行われた州議会選挙では、DMKはインド国民会議などと選挙協力を行い、DMKの133議席を含めて全234議席中159議席を獲得し、州政府与党となった。これに伴い、DMK党首のM・K・スターリンがタミル・ナードゥ州首相に就任した。

### 2024年連邦下院選挙
2024年の連邦下院選挙においては、インド国民会議との選挙協力を引き続き維持し、22議席を獲得し、第5党（野党連立連合の政党として第4党）となった。 

## 理念と基本方針
インドの政治を主導してきた、アーリア人の文化を保持する北インドに対し、ドラヴィダ人が多数を占める南インドの社会的・政治的・経済的・文化的な地位の向上を図ることが理念とされている。
したがって、特に言語や文化に関して、南インド固有の文化とされるものを保護し、それ以外、特にアーリア人の文化が起源とされるものについては極力排除するという方針を採っている。1965年の反ヒンディー語運動の先頭に立ち、中央政府が進めるヒンディー語のみの公用語化に頑強に反対して、これを撤回させた。また2005年には、タミル・ナードゥ州の公用語であるタミル語が、インドの紀元前からの雅語であるサンスクリット語に並ぶ、インドの古典語のひとつであることを、中央政府に認定させた。
経済政策は社会民主主義であり、北インドの新自由主義とは一線を画している。なお、2021年に成立したスターリン政権では、タミル・ナードゥ州の産業成長に力を入れており、2030年までに1兆ドル規模経済にすると宣言している。
DMKは、スリランカで武力による独立闘争を展開してきたタミル・イーラム解放のトラに同情的である。